# Mabanda
Mabanda – miasto w Burundi; w prowincji Makamba; 3 249 mieszkańców (2008). 